# الطرائف الغريبة والنوادر العجيبة (مسلسل)
الطرائف الغريبة والنوادر العجيبة، مسلسل تاريخي عراقي أنتج عام 1999 من تأليف معاذ يوسف، وإشراف المخرج فيصل الياسري، لحن الاغاني والموسيقى التصويرية الملحن سهيل شوقي ويقع المسلسل في 30 حلقة مدة كل منها 40 دقيقة.

## قصة العمل
مسلسل الطرائف الغريبة والنوادر العجيبة هو حكايات طريفة مستقاة من الموروث الشعبي ويتضمن مجموعة كبيرة من الأغاني التي تتوافق مع مضمون كل حكاية.

## الممثلون
- عز الدين طابو
- آلاء حسين
- عبد الجبار الشرقاوي
- سمر محمد
- حيدر منعثر
- أياد راضي
- طلال هادي
- سوران علي
- أسماء صفاء
- لمياء بدن
- سهيل شوقي
- فالح حسين العبد الله

## معرض الصور

من اليمين طلال هادي، آلاء حسين، أياد راضي، حيدر منعثر، الملحن سهيل شوقي، سوران علي شريف. أسماء صفاء
من اليمين تميم خليل، سوران علي، آلاء حسين، أسماء صفاء، الملحن سهيل شوقي، طلال هادي، لمياء بدن، أياد راضي والجالس حيدر منعثر